# Goélette à trois mâts
Ne doit pas être confondu avec Trois-mâts goélette.

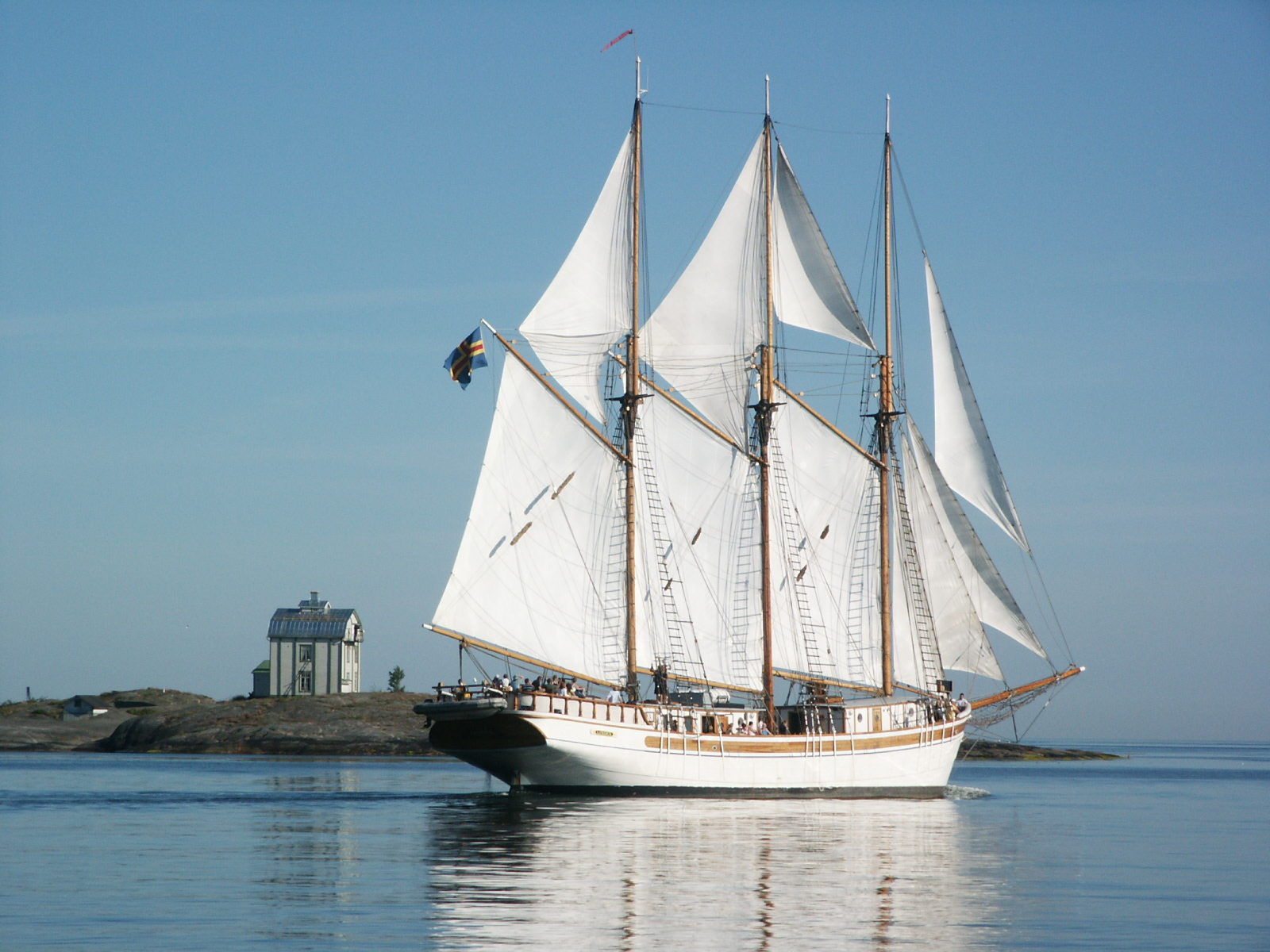
Le Linden dans les eaux de Mariehamn.

Une goélette à trois mâts ou trois-mâts latin (ne pas confondre avec un trois-mâts goélette), est un navire à voile de type goélette, dotée de trois mâts, dont tous les mâts sont gréés généralement en voiles auriques. Dans ce cas, la goélette peut porter huniers, perroquet et même cacatois à l'un ou à plusieurs de ses mâts. Elle n'a surtout aucun phare carré. Les goélettes franches à trois mâts portent des voiles à corne et des flèches sur les trois mâts. Il existe également des goélettes à trois mâts à voiles bermudiennes, d'autres à voiles d'étai. 
Ce type de voilier diffère des goélettes classiques par ses mâts qui sont généralement tous de la même hauteur, de sorte qu'aucun d'entre eux ne s'impose en qualité de grand mât bien que l'on reprenne, par analogie avec les autres trois-mâts, les appellations distinctives de mât de misaine, grand mât et mât d'artimon.

## Historique
Historiquement, on trouve de petits bâtiments méditerranéens appelés chebec, fins et rapides, utilisés par les pirates d'Afrique du Nord ayant trois mâts gréés en voiles latines sur antennes. On construit des goélettes à trois mâts proprement dites surtout au XIXe et au début du XXe siècle. Elles avaient des fonctions diverses, par exemple : 
- le W. Morrison était une goélette franche des Grands Lacs aux États-Unis ;
- la Mary B. Mitchell battant pavillon anglais et portant hunier et fortune carrée à son mât de misaine, se rendit célèbre pour avoir, après sa transformation en bateau-piège en 1915, coulé deux sous-marins allemands[1].

## Comparaison avec les autres gréements trois-mâts desXVIIe–XIXesiècles
| Type de Gréement   | Trois-mâts carré                                 | Trois-mâts barque                         | Trois-mâts goélette à huniers | Trois-mâts goélette                                  | Goélette à huniers à trois mâts                   | Goélette à trois mâts |
| ------------------ | ------------------------------------------------ | ----------------------------------------- | --- | ---------------------------------------------------- | ------------------------------------------------- | --------------------- |
| Termes anglais     | Fully rigged ship                                | Barque / bark                             | Jackass bark / Jackass barque | Barquentine / Schooner barque                        | Three-masted topsail schooner                     | Three-masted schooner |
| Caractéristiques   | - 3 phares carrés - brigantine sur mât d'artimon | - 2 phares carrés - mât d'artimon aurique | Mélange composite : - Un phare carré (grand-mât ou mât de misaine), - Autres phares auriques avec huniers possibles - mât d'artimon aurique | - 1 phare carré (mât de misaine) - 2 phares auriques | - 3 phares auriques - 1 ou 2 mâts ont des huniers | - 3 phares auriques   |
| Schéma du gréement |                                                  |                                           | |                                                      |                                                   |                       |
| Exemples de navire |                                                  |                                           | |                                                      |                                                   |                       |

## Bateaux de ce type encore visibles

### En état de naviguer
- Le Havden (1943)  Suède est une goélette franche à trois mâts.
- Le Kathleen & May (1900)  Royaume-Uni.
- le Den Store Bjørn (1902)  Danemark.
- Le Victory Chimes (1900)  États-Unis.
- Le Loth Lorien (1907)  Pays-Bas.
- Le Swaensborgh (1907)  Pays-Bas est une goélette à huniers à trois mâts.
- La Grossherzogin Elisabeth (de) (1909)  Allemagne, ex-San Antonio, ex-Ariadne, est une goélette à trois mâts de 63,70 m qui a repris en 1982 l'ancien nom d'un trois-mâts carré rebaptisé Duchesse Anne quand ce dernier est devenu français en 1946.
- La Santa Eulàlia (1918) type pailebot  Espagne.
- Le Hendrika Bartelds (1918)  Pays-Bas.
- Le Najaden (1918),  Suède.
- L’Oosterschelde (1918)  Pays-Bas est une goélette à trois mâts à hunier de 50 m.
- Le Creole (1927)  Italie, restauré par Maurizio Gucci dans les années 1980.
- Le Capitan Miranda (1930)  Uruguay construite par Asterillos de Matagorda à Cadix (Espagne). Elle est basée à Montevideo.
- Le Pippilotta (1933),  Allemagne.
- L’Älva (1938),  Suède.
- L’American Pride (1941)  États-Unis.
- L’Empire Sandy (1943)  Canada naviguant sur les Grands Lacs.
- Le Rara-Avis (1957)  France, construite aux Pays-Bas.
- Le Sedna IV (1957)  Canada est de type goélette à trois mâts et dispose de voiles Indo.
- L’Eugene Euginides ou Eugene Eugenides (1959)  Grèce, réplique d'un voilier de 1874.
- Le Sir Winston Churchill (1966)  Royaume-Uni.
- Le Regina Maris (1970)  Allemagne.
- Le Kapitan Borchardt (1918)  Pologne.
- L’Adix (1983)  Royaume-Uni, ex-Jessica, est une goélette à trois mâts de 61,50 m.
- L’Eendracht (1989)  Pays-Bas
- Le Linden (1992)  Finlande - Cf. illustration - est une goélette à trois mâts.
- Le Denis Sullivan (2000)  États-Unis.
- Le Spirit of Bermuda (2006)  Bermudes
- L’Atlantic II (2008), réplique construite aux Pays-Bas de la célèbre goélette Atlantic skippée par Charlie Barr qui avait établi le record de la traversée de l'Atlantique nord en 1905.
- Le Koru (2023), yacht de Jeff Bezos.

### Bateaux musées
- Le Fram (1892), goélette à trois mâts norvégienne convertie en musée à Oslo.
- Le C.A. Thayer (1895), navire musée américain, San Francisco.

## Bateaux disparus ou épaves
- L’Anak Nusantara pinisi goélette à trois mâts ( Indonésie), échoué en 2006 sur les rochers dans les eaux de Er-Luan-Bi dans le parc national de Kenting après avoir subi des dommages causés par l'ouragan Kaimi[2].